# Гудег
Гуде́г (индон. gudeg) — блюдо индонезийской кухни. Представляет собой мякоть недозрелых плодов джекфрута, тушёную в кокосовом молоке с большим количеством специй и пряностей. Может служить самостоятельной закуской, однако чаще подаётся как гарнир к рису, курятине, варёным куриным яйцам или некоторым другим блюдам и продуктам.
Особой популярностью гудег пользуется на Яве, где является популярным блюдом как домашней, так и уличной кухни. Изготовляется также промышленным образом в качестве консервов. Имеет некоторое распространение за пределами Индонезии, в частности, в соседнем Сингапуре.

## Происхождение и распространение
Гудег является традиционным способом приготовления мякоти джекфрута, который произрастает на многих островах Малайского архипелага, в частности, на Яве, и является здесь достаточно значимой пищевой культурой. Большой объём специй и пряностей, используемых при тушении, позволяет обеспечить сохранность готового продукта в течение нескольких дней.
На центральной Яве существует легенда, связывающая происхождение гудега с основанием султаната Матарам в конце XVI века. В соответствии с ней, воины, направленные на вырубку джунглей под строительство столицы нового государства на территории нынешней Джокьякарты, не были должным образом снабжены продовольствием, что вынудило их обратить внимание на джекфруты, обильно произраставшие в этой местности. Мякоть молодых плодов, твёрдую и практически несъедобную в сыром виде, они стали варить в кокосовом молоке в большом металлическом котле, помешивая варево деревянной доской, которую называли просторечным яванским словом «хангуде́к» (яв. hangudek) — «мешалка». Именно от этого слова — слегка искажённого — и произошло, по легенде, название изобретённого матарамскими солдатами кушанья.
Гудег занимает достаточно существенное место в современной яванской кухне. В центральной и восточной частях Явы он является одним из главных кулинарных специалитетов. Особой популярностью, граничащей с настоящим кулинарным культом, это кушанье пользуется в Джокьякарте, с которой упомянутая легенда связывает его изобретение, в результате чего за этим городом в Индонезии закрепилось прозвище «город гудега», «столица гудега» (индон. kota gudeg, ibu-kota gudeg).
Интенсивные трудовые миграции индонезийцев — главным образом, жителей густонаселённой Явы — в соседний Сингапур способствовали распространению практики приготовления гудега и в этой стране.

## Приготовление и разновидности

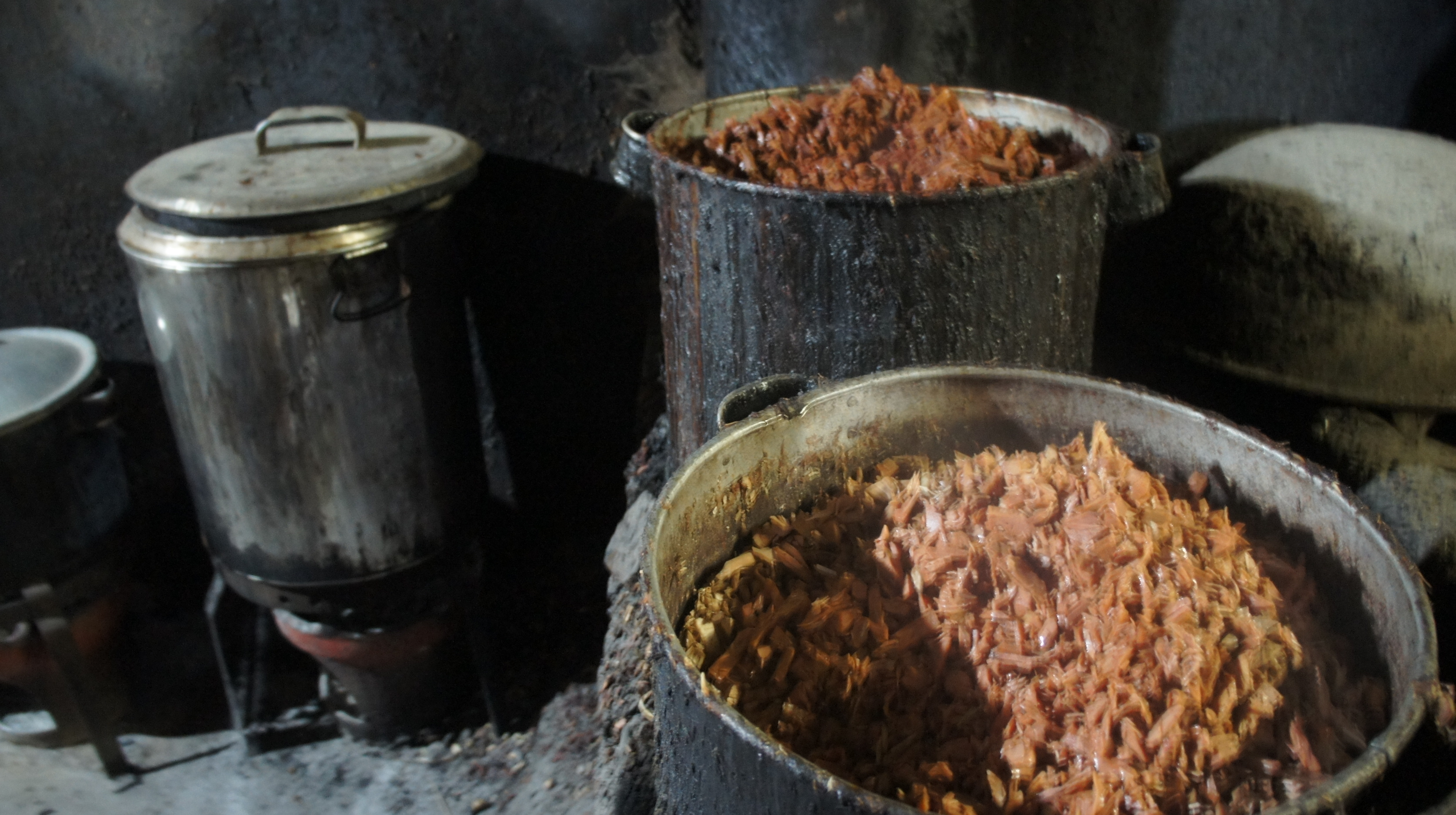
Кастрюли с гудегом. Джокьякарта

Исходным продуктом для гудега служит мякоть недозрелых плодов джекфрута. В отличие от мякоти зрелого плода — мягкой, ярко-жёлтой, маслянистой и весьма сладкой на вкус, она имеет плотную и достаточно сухую консистенцию, белёсый или светло-кремовый цвет и не употребляется в пищу в сыром виде. Извлечённая из кожуры, она нарезается на небольшие кусочки и вначале проваривается в кипятке до размягчения. После этого кусочки джекфрута заливаются кокосовым молоком — часто в смеси с кокосовой водой, приправляются определённым набором специй и подвергаются длительному тушению — обычно в течение 4-6 часов.
Консистенция готового блюда зависит от объёма использованного кокосового молока и длительности тушения. В этом плане все разновидности гудега традиционно подразделяются на «сухие» — «гудег-керинг» (индон. gudeg kering) и «мокрые» — «гудег-басах» (индон. gudeg basah). Сухой гудег готовится путём полного выпаривания жидкости в процессе тушения и в готовом виде представляет собой россыпь слегка влажных кусочков джекфрута. В мокром гудеге кокосовое молоко выпаривается не полностью, и в готовом виде он напоминает рагу или густую кашу.

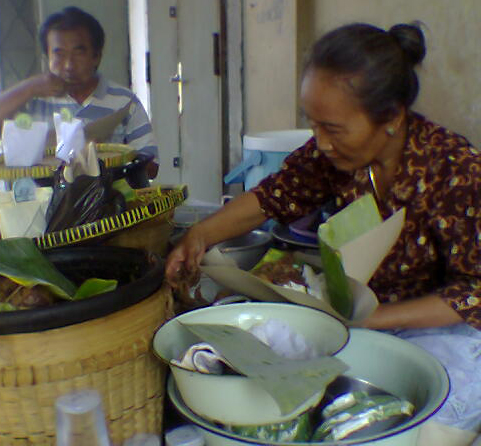
Продавщица гудега. Суракарта

Цвет блюда определяется главным образом использованным набором специй. Также специи, по существу, обеспечивают и вкус готового кушанья, поскольку сырая мякоть молодого джекфрута практически безвкусна. Гудег может иметь множество цветовых оттенков в диапазоне от почти белого или светло-кремового до тёмно-красного или коричневого. Все цветовые вариации этого блюда в Индонезии принято делить на «белые» — «гудег-путих» (индон. gudeg putih) и «красные» — «гудег-мерах» (индон. gudeg merah). Белые разновидности гудега готовятся со специями, существенно не изменяющими окраску исходного продукта: лумбангом, кориандром, калганом, имбирём, луком-шалотом, чесноком, чёрным перцем. В красные же, наряду со многими из перечисленных, добавляются специи и приправы, придающие мякоти джекфрута более тёмный цвет. Чаще всего, это листья тикового дерева и моринги масличной, нередко — креветочная паста, имеющая красно-коричневый цвет. Кроме того, в современной Индонезии для придания гудегу более интенсивного тёмного цвета и терпкого вкуса в блюдо в процессе тушения иногда закладываются чайные пакетики, которые затем извлекаются. Во многие виды гудега — и в сухие, и в мокрые, и в красные, и в белые — добавляется пальмовый сахар, за счёт чего те приобретают более или менее сладковатый привкус.
Как и в случае со многими другими блюдами индонезийской кухни, различные разновидности гудега традиционно считаются кулинарными специалитетами определённых городов или местностей и получают известность в стране именно под соответствующими «географическими» названиями. Так, красные гудеги часто называют «джокьякартскими», а белые — «суракартскими», по названиям этих центральнояванских городов.

## Подача и употребление

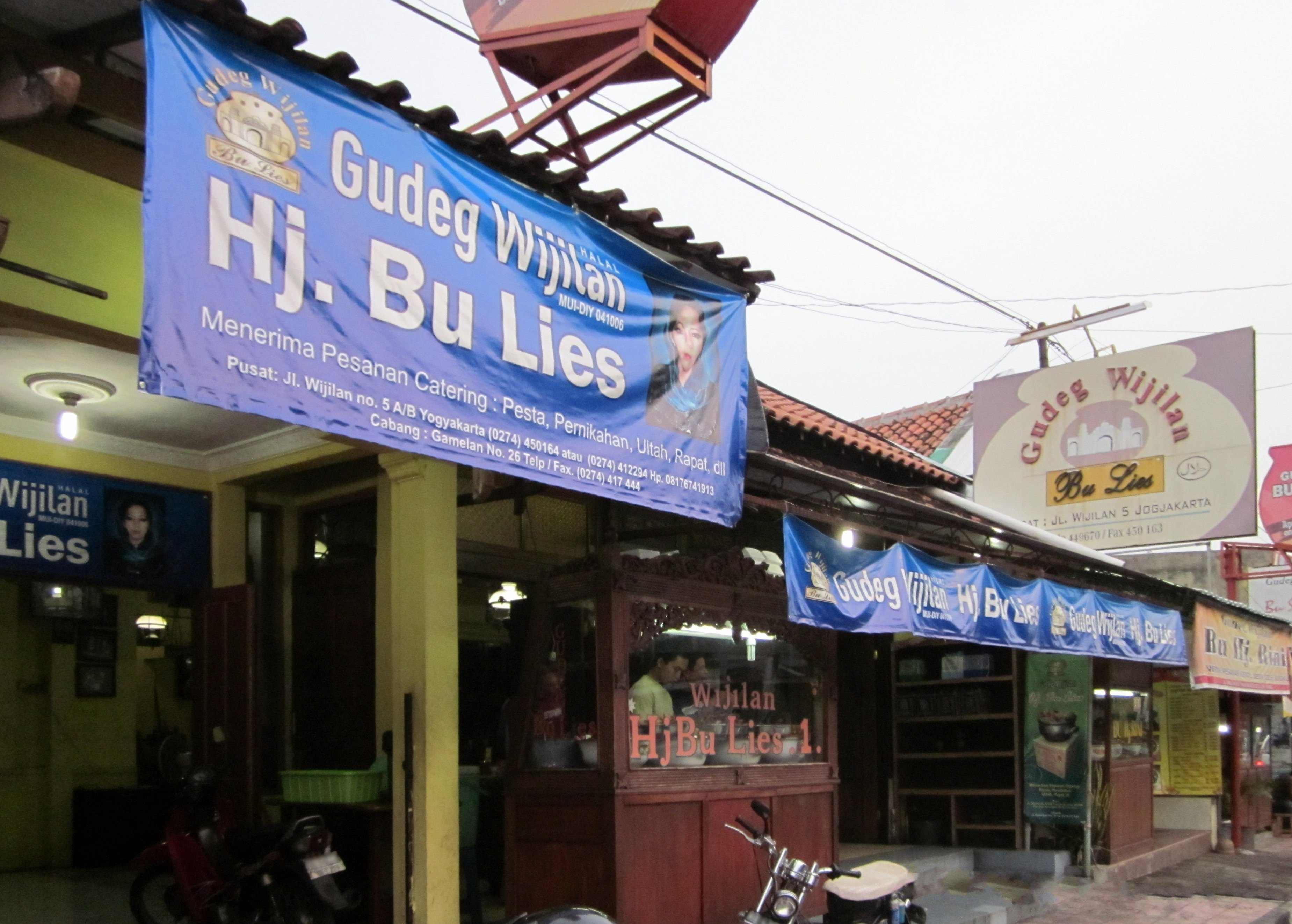
Харчевни, специализирующиеся на гудеге на улице Виджилан в Джокьякарте

На Яве гудег пользуется большой популярностью в равной мере в домашней, ресторанной и уличной кухне. Он подается в заведениях общественного питания всех уровней, продаётся в магазинах и с тележек уличных разносчиков. В традиционных харчевнях и лавках в качестве посуды для гудега часто используются картонные коробочки либо небольшие корзиночки, плетённые из бамбукового волокна, выстланные пальмовыми листьями.
Одной из достопримечательностей Джокьякарты считается улица Виджилан, расположенная в центральной части города в непосредственной близости от султанского дворца, заполненная десятками ресторанчиков и лавок, специализирующихся на гудеге, многие из которых работают круглосуточно. Сюда ежедневно съезжается множество любителей этого кушанья, отсюда он доставляется на дом горожанам. Некоторые из местных «гудеговых» ресторанчиков имеют более чем шестидесятилетнюю историю и пользуются известностью далеко за пределами Джокьякарты.

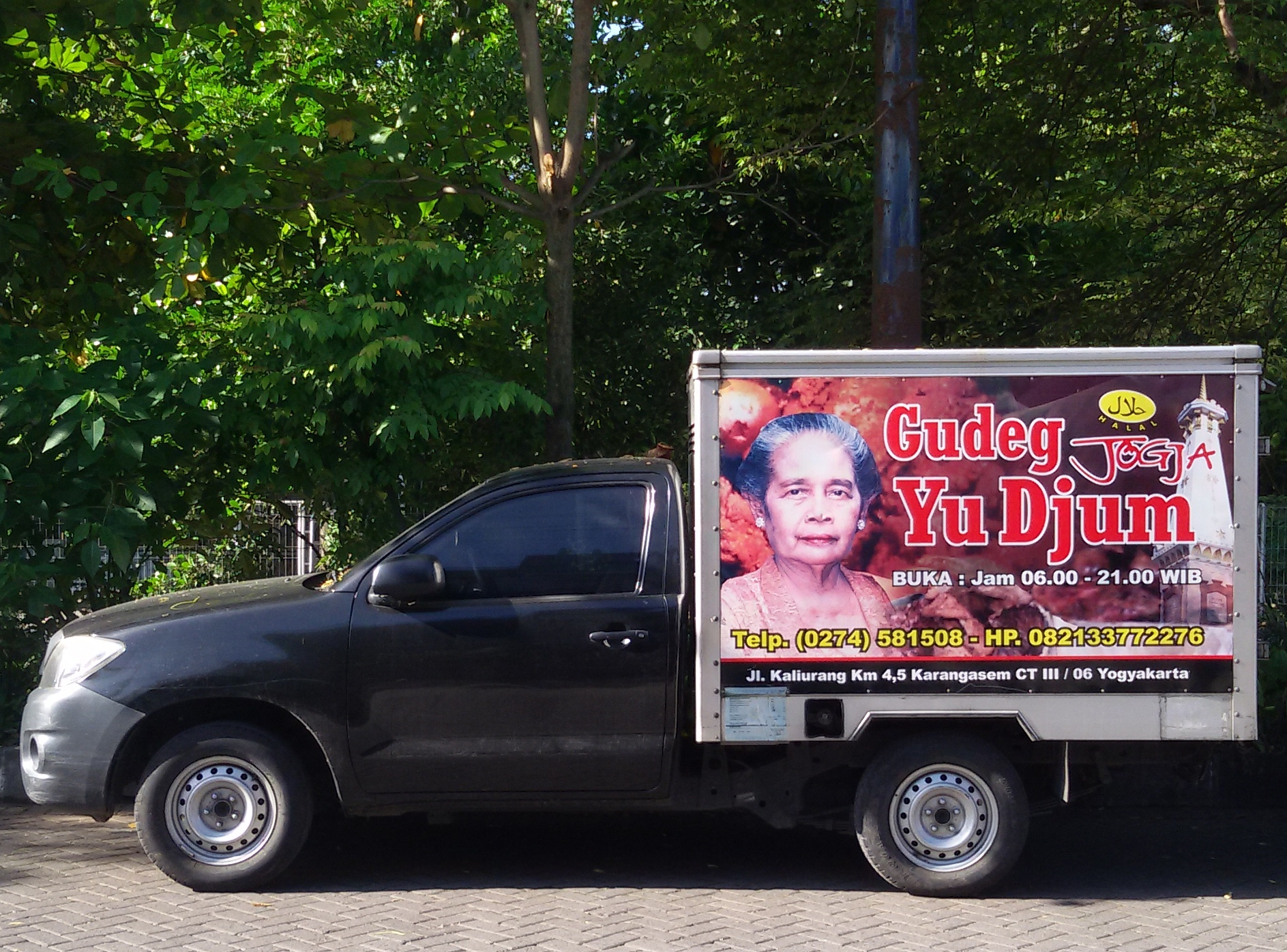
Фургон, доставляющий гудег по заказу. Джокьякарта

C 1920-х годов индонезийская пищевая промышленность производит готовый гудег в консервах. Некоторые такие консервы — жестяные банки или пластиковые контейнеры — содержат кушанье с полным набором специй, другие — просто варёную нарезанную мякоть джекфрута и представляют собой, по сути, полуфабрикаты, которые предполагается подвергать дальнейшему тушению с добавлением специй по вкусу.
Едят гудег как в горячем, так и в холодном виде. Иногда он служит самостоятельным блюдом — обычно, не слишком плотной закуской, однако чаще всего подается в качестве гарнира, причём к весьма определённым блюдам и продуктам — такую подачу часто называют «дополненный гудег» (индон. gudeg komplit). Наиболее традиционной является подача гудега с курятиной и рисом, либо — а нередко и вместе — с куриными или утиными яйцами, которые варятся с добавлением специй и чая, приобретая интенсивный тёмно-коричневый цвет и пряный привкус. Нередко яйца, которые планируется подать с гудегом, варятся непосредственно вместе с ним, предварительно сваренные в обычной воде и очищенные от скорлупы. Довольно часто гудег подаётся с жареным тофу или темпе, а также с крупуком. Нередко это кушанье входит в состав тумпенга — церемониального блюда, представляющего собой остроконечную пирамиду варёного риса, окружённую разнообразными гарнирами.